# Biennale de la Biche
La Biennale de la Biche est la plus petite biennale d'art contemporain au monde. Située sur un îlet isolé et inhabité, La Biche, au large de la Guadeloupe, elle est vouée à disparaître en raison de l'élévation du niveau de la mer.
Elle se tient le 6 janvier 2017 et réunit 14 artistes, de provenance internationale.  

## Description
Les commissaires et artistes Alex Urso et Maess Anand ont invité 12 autres artistes à se joindre à eux pour la première édition de la Biennale de La Biche intitulée In a land of: Biennale de la Biche accueille les artistes suivants : Karolina Bielawska (Pologne), Norbert Delman (Pologne), Michal Frydrych (Pologne), Styrmir Örn Guðmundsson (Islande), Maess (Pologne), Ryts Monet (Italie), Jérémie Paul (Guadeloupe / France), Lukasz Ratz (Pologne), Lapo Simeoni (Italie), Saku Soukka (Finlandie), Aleksandra Urban (Pologne), Yaelle Wisznicki Levi (États-Unis), Alex Urso (Italie), Zuza Ziółkowska-Hercberg (Pologne).
L’événement est couvert par The Guardian, Hyperallergic, Artnet, Art Tribune, ArtReview, The Observer.